# Pneumònia comunitària
La pneumònia comunitària és una malaltia en què un individu que no ha estat hospitalitzat recentment desenvolupa una infecció dels pulmons (pneumònia). És una malaltia comuna i pot afectar gent de totes les edats. Sovint causa problemes com ara dificultats per respirar, febre, dolors toràcics i tos. Es produeix perquè les àrees dels pulmons que absorbeixen oxigen de l'atmosfera (els alvèols) s'emplenen de fluid i no poden funcionar com cal.
Es dona arreu del món i és una causa important de malaltia i mort. Les causes inclouen bacteris, virus, fongs i paràsits. Es pot diagnosticar simplement pels símptomes i l'exploració física, per radiografia, examen de l'esput i altres proves habituals. Els pacients de vegades necessiten ser tractats a l'hospital. Es tracta principalment amb medicaments antibiòtics. Algunes formes de la malalta es poden prevenir amb vacunes.